# Lagoa dos Três Cantos
Lagoa dos Três Cantos est une ville brésilienne du Nord-Ouest de l'État du Rio Grande do Sul, faisant partie de la microrégion de Não-Me-Toque et située à 277 km au nord-ouest de Porto Alegre, capitale de l'État. Elle se situe à une latitude de 28° 34′ 18″ sud et à une longitude de 52° 51′ 31″ ouest, à une altitude de 428 mètres. Sa population était estimée à 1 590, pour une superficie de 286 km2.
Les habitants sont essentiellement descendants d'immigrants allemands.

## Villes voisines
- Não-Me-Toque
- Victor Graeff
- Tapera
- Selbach
- Colorado